# Baghdad Sulcus
Il Baghdad Sulcus è una struttura geologica della superficie di Encelado.